# Dalio Memić
Dalio Memić (* 21. März 1990 in Derventa, SFR Jugoslawien) ist ein ehemaliger bosnischer Fußballspieler.

## Karriere
Dalio Memić begann seine Karriere 1994 in der Jugend des SV Waldhof Mannheim. Von 2006 bis 2008 spielte Memic für die Jugend der TSG 1899 Hoffenheim. Zur Saison 2008/09 kehrte er zurück in die A-Jugend des SV Waldhof, mit dem er als Kapitän den Aufstieg in die Junioren-Bundesliga schaffte. Während dieser Zeit wurde Memic auch in der Regionalliga-Mannschaft des SV Waldhof eingesetzt. Nach nur einem Jahr verließ Memic die Mannheimer und schloss sich der zweiten Mannschaft des 1. FC Nürnberg an. Allerdings wechselt er im gleichen Jahr nach Ungarn. In der erste ungarische Liga spielte Memic für den  Kecskeméti TE. Nach einem Jahr zog es Memic zum FK Velež Mostar in die bosnische Premijer Liga. Nach einer Knieverletzung kehrte Memic in der Winterpause 2011/12 nach Deutschland zu seinem Heimatverein  SV Waldhof Mannheim zurück. Dort kam er sowohl in der 1. als auch in der 2. Mannschaft zum Einsatz. Im Januar 2013 schloss er sich dem hessischen Verbandsligisten Eintracht Wald-Michelbach an. 2018 wechselte Memic zum SV Unterflockenbach in die Gruppenliga, im ersten Jahr wurde der Aufstieg in die Verbandsliga geschafft, 2 Jahre später, der Aufstieg in die Hessenliga. Nach weiteren Knieverletzungen beendete Memic 2023 seine aktive Karriere und übernahm den Posten als Trainer vom SV Unterflockenbach.